# Paul Hermann Müller
Paul Hermann Müller, född 12 januari 1899 i Olten, Solothurn, Schweiz, död 12 oktober 1965 i Basel, var en schweizisk kemist. Han upptäckte att ämnet DDT kan användas som insektsgift och användas till att bekämpa vektorsjukdomar som malaria och gula febern.  För detta tilldelades han 1948 Nobelpriset i fysiologi eller medicin. Vid tiden för nobelpriset var ännu inte DDT:s långtgående skadliga effekter kända. 

## Biografi
Müller var son till Gottlieb och Fanny (född Leypoldt eller Leypold) Müller och var det äldsta av fyra barn. Hans far arbetade för Schweiziska järnvägen och familjen flyttade först till Lenzburg i Aargau och sedan till Basel.
Müller gick i "Freie Evangelische Volksschule" (fri protestantisk folkskola) och senare i lägre och övre "Realschule". Redan då hade han ett litet laboratorium där han kunde framkalla fotografiska plåtar eller bygga radioutrustning.
År 1916 lämnade han skolan för att arbeta som laboratorieassistent på Dreyfus (eller Dreyfuss & Cie) & Company. Nästa år blev han biträdande kemist vid Scientific-Industrial Laboratory vid Lonza A.G. När han återvänt till skolan 1918 fick han sin examen 1919 och kom in på universitetet i Basel samma år.
Vid universitetet studerade han kemi (med underkurser i botanik och fysik) och började studera oorganisk kemi under professor Friedrich Fichter. År 1922 fortsatte han sina studier i Hans Rupes organiska kemilabb. Medan han arbetade för Rupe som assistent tog han 1925 sin doktorsexamen med titeln Die chemische und elektrochemische Oxidation des as.m-Xylidins und seines Mono- und Di-Methylderivates. He graduated summa cum laude.
På sin fritid njöt Müller av naturen i de schweiziska Alperna och i schweiziska Jura där han ägde ett litet fritidshus där han kunde återuppta sitt långvariga intresse för botanik. När han på helgerna vistades i bergen fördjupade han sig i vetenskapen om växtskydd och skadedjursbekämpning. Denna fascination resulterade i hans forskning om bekämpningsmedel i Geigy, och sekventiellt upptäckten av DDT:s pesticidegenskaper. Müller betraktades som självständig, en ensamvarg. Han var beslutsam och ihärdig i alla aspekter av sitt liv efter att ha lärt sig mycket av sin collegementor Fichter.

## Vetenskapligt arbete
I maj 1925 började Müller arbeta som forskningskemist vid färgavdelningen på J. R. Geigy AG i Basel. Hans första forskningsämnen vid Geigy gällde syntetiska och växtbaserade färgämnen och naturliga garvningsmedel. Detta arbete ledde till produktion av de syntetiska garvningsagenterna Irgatan G, Irgatan FL och Irgatan FLT.
År 1935 började Geigy forska om mal- och växtskyddsmedel och Müller var särskilt intresserad av växtskydd. Hans intresse för växter och natur i allmänhet, vilket fått honom att välja botanik som ett underämne på universitetet, fick honom att inrikta sig på växtskydd. Specifikt ville han själv börja syntetisera kemiska växtskyddsmedel. År 1937 patenterade han en teknik för att syntetisera nya rhodanid- och cyanatbaserade föreningar som visade sig vara bakteriedödande och ha insekticidaktivitet.  Han utvecklade sedan produkten Graminone, ett frödesinfektionsmedel som var säkrare än de kvicksilverbaserade desinfektionsmedlen vid den tiden.
Under sin forskning fann Müller att insekter absorberade kemikalier annorlunda än däggdjur. Han försökte "syntetisera den idealiska kontaktinsekticiden - en som skulle ha en snabb och kraftfull toxisk effekt på det största möjliga antalet insektsarter samtidigt som det orsakade liten eller ingen skada på växter och varmblodiga djur." Han gjorde det också till sitt mål att skapa ett insektsmedel som hade långvarig verkan och var billigt att producera, och med en hög grad av kemisk stabilitet.
Han studerade alla data han kunde hitta om insekticider, bestämde vilka kemiska egenskaper den typ av insektsmedel han var på jakt efter skulle uppvisa och bestämde sig för att hitta en förening som skulle passa hans syften. Müller tillbringade fyra år med att söka och misslyckades 349 gånger innan han i september 1939 hittade den förening han letade efter. Han placerade en fluga i en bur spetsad med en viss förening, och en kort stund senare dog flugan.
Föreningen han hade placerat i buren var dikloroidfenyltrikloretan (DDT), eller närmare bestämt 1,1,1-triklor-2,2-bis(4-klorofenyl)etan, som en wiensk farmakolog vid namn Othmar Zeidler först hade syntetiserat 1874. Zeidler hade, när han publicerade en uppsats om sin syntes, inte undersökt egenskaperna hos den nya föreningen och hade därför misslyckats med att upptäcka dess extraordinära effekt som insektsmedel.
Müller insåg snabbt att DDT var den kemikalie han hade letat efter. Tester av DDT av den schweiziska regeringen och det amerikanska jordbruksdepartementet bekräftade dess effektivitet mot Coloradoskalbaggen. Ytterligare tester visade dess häpnadsväckande effektivitet mot ett brett spektrum av skadedjur, inklusive mygga, lus, loppa och sandfly, som var för sig sprider malaria, tyfus, pest och olika tropiska sjukdomar.
År 1943 utfördes de första praktiska testerna av DDT som restinsekticid mot vuxna vektormyggor. Nästa år utfördes i Italien tester där DDT tillämpades på de inre ytorna i alla bostäder och uthus i ett samhälle för att testa dess effekt på Anopheles vektorer och malariaincidens. DDT räddade miljontals liv under andra världskriget. Under tre årtionden efter 1950 hjälpte DDT till att utrota malaria helt från många länder.
Förutom Nobelpriset i fysiologi eller medicin 1948 fick Müller ett hedersdoktorat vid Universitetet i Thessaloniki i Grekland som ett erkännande av DDT:s inverkan på Medelhavsområdet. Han drog sig tillbaka från Geigy 1961 och fortsatte sin forskning i ett hemlaboratorium.

## Utmärkelser och hedersbetygelser
Müller fick många utmärkelser i sitt liv, bland annat Nobelpriset i fysiologi eller medicin. Speciellt hedrade Grekland honom för den nära elimineringen av malaria i landet som ett resultat av hans upptäckt. 1963 blev han inbjuden till Grekland och mottogs med stor sympati och firades som nationalhjälte.
Han tilldelades också
- Hedersmedlemskap i the "Swiss Nature Research Society"[20] 1949[15]
- Hedersmedlemskap i the "Paris Society of Industrial Chemistry"[20] 1949[15]
- Hedersmedlemskap i the "Reale Accademia Internazionale del Parnaso (Napoli)" 1951[15]
- Hedersmedalj av the "Congrès Internationale de Phytopharmacie et Phytiatrie (Paris)" 1952[15]
- Hedersmedlemskap i the "Academia Brasileira de Medicina Militar (Rio de Janeiro)" 1954[15]
- Hedersdoktorat vid the Universidad Nacional Eva Perón[15]
- Hedersprofessor vid the "Escuela Superior Tecnica e Investigacion Cientifica (Buenos Aires)" [15]
- Hedersdoktorat vid the Aristotle University of Thessaloniki[20] 1963[15]
- Stadens guldmedalj av Thessaloniki 1963[15]